# Cynthia A. Pratt
Cynthia Alexandria "Mother" Pratt (Nova Providência, 5 de novembro de 1945) é uma política e atual governadora-geral das Bahamas desde 1 de setembro de 2023. Serviu como primeira-ministra em 2005, substituindo Perry Christie quando este sofreu um infarto.